# Joseph Fischer (Geograph)
Joseph Fischer SJ (auch Josef; * 19. März 1858 in Quadrath; † 26. Oktober 1944 in Wolfegg) war ein deutsch-österreichischer historischer Geograf und Priester.

## Leben
Joseph Fischer, der Sohn des Dekorationsmalers Gustav Fischer (1826–1890) und der Elisabeth geb. Kürten (1819–1902), besuchte das Gymnasium in Rheine und studierte von 1878 bis 1881 Philosophie und Katholische Theologie an den Universitäten Münster, München und Innsbruck. Er war Mitglied der katholischen Studentenverbindungen VKDSt Saxonia Münster, AV Austria Innsbruck und KDStV Aenania München. 1881 trat er in Exaten in den Niederlanden in den Jesuitenorden ein und besuchte anschließend die Jesuitenschulen auf Schloss Bleijenbeek (1884–1886) und Ditton Hall in England (1888–1891). 1891, im Jahr seiner Priesterweihe, reiste er nach Schloss Wolfegg zum Jesuitenpater Friedrich von Waldburg-Wolfegg-Waldsee. Dort entdeckte er Weltkarten von Martin Waldseemüller und Jodocus Hondius aus dem 16. Jahrhundert. Seitdem beschäftigte er sich sein Leben lang mit der Geschichte der Kartografie und holte an der Universität Innsbruck ein Geografiestudium nach.
Von 1895 bis 1938 unterrichtete Fischer an der Jesuitenschule Stella Matutina in Feldkirch (Österreich). Forschungsreisen führten ihn nach Italien, Frankreich und England (1903/1904 und 1909/1910). Nach der Schließung der Stella Matutina durch die Nationalsozialisten 1938 zog Fischer 1939 nach München und 1941 nach Schloss Wolfegg, wo er bis zu seinem Tod das Hausarchiv betreute.
Fischers Forschungsarbeit umfasste die abendländische Geografie und Kartografie von der Antike bis zur Frühen Neuzeit. Besondere Schwerpunkte waren die Karten von Claudius Ptolemäus und Martin Waldseemüller, die er auch als Faksimilia herausgab.

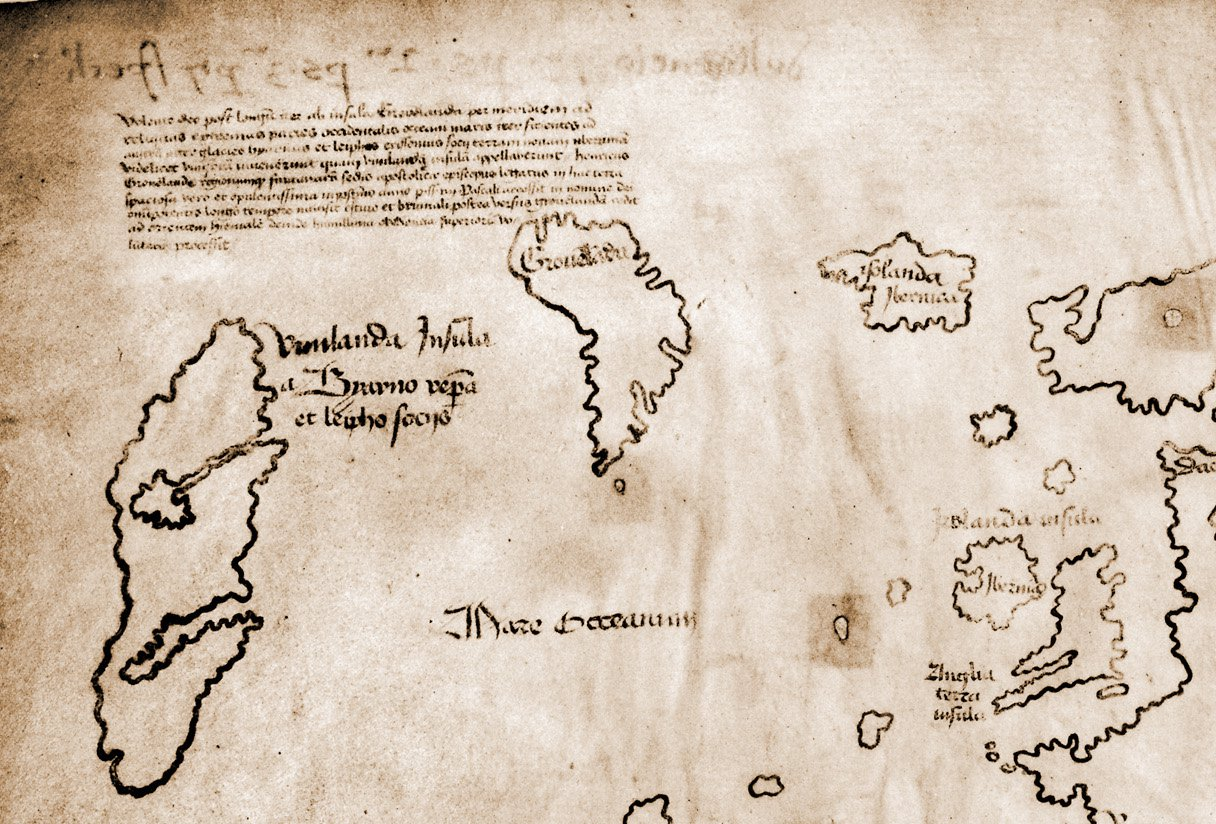
Vinland-Karte (Ausschnitt)

Joseph Fischer war einer der besten Kenner der abendländischen Kartografie seiner Zeit. Seine historischen, kartografischen und paläografischen Kenntnisse waren der Grund dafür, dass die norwegische Kartografiehistorikerin Kirsten A. Seaver ihn in ihre Überlegungen zur Echtheit der Vinland-Karte einbezog. Diese 1957 aufgetauchte Weltkarte zeigt einen Teil Nordamerikas und soll aus dem späten Mittelalter stammen; ihre Echtheit wird jedoch in der Fachwelt stark bezweifelt. Seaver stellte nach eingehenden Recherchen die These auf, dass Fischer aufgrund seiner Kenntnisse und Lebensumstände die Vinland-Karte gefälscht haben könnte.
Ihr Vorschlag stieß jedoch im Schrifttum und in den Beiträgen im Internet auf entschiedenen Widerspruch. So in der eingehenden Begründung von J. Huston McCulloch. Ebenso schreibt Paul D. A. Harvey 2006 in seiner sonst freundlichen Rezension über Seavers Buch klipp und klar: Nicht ein Hauch von Beweis verbindet Fischer mit der Karte. Der Hauptpunkt dabei ist, dass für Fischer und die beiden Texte, mit denen die Karte zusammengebunden war, kein auf Tatsachen gegründeter Zusammenhang herzustellen ist. Die noch für McCulloch erwägenswerte graphologische Frage hat sich erledigt nach der Richtigstellung durch Robert Baier 2013 zugunsten Fischers, dass dessen Handschrift nicht mit der auf der Karte übereinstimmt. Schon Lars Lönnrot nannte 1997 in seiner Rezension über die 2. Auflage von The Vinland Map and the Tartar Relation den Beweis gegen Fischer kaum schlüssiger als den Beweis gegen Luka Jelić, einen kroatischen Historiker (um 1900), der auch als „Fälscher“ verdächtigt wurde. Außerdem wies Lönnrot auf eine ganz andere Fälscherumgebung hin, fern von Europa. Er betrachtete den Fälscher als Akademiker, der offensichtlich einige Kenntnisse in Latein und von den Vinland-Sagas besaß und wahrscheinlich auch die Kontroverse um den Runenstein von Kensington kannte. Darüber hinaus hielt er ihn für einen [US-]Amerikaner, vertraut mit der Scandinavian-American community und der modernen Mythologie im Mittelwesten um Leifr Eiríksson und den Kensington-Stein. Der Akademiker könnte ein „Yale Man“ sein, hätte aber auch an einer Universität des Mittelwesten studiert haben können. Seavers Recherchen ergeben daher keinen Nachweis für Joseph Fischer als „Fälscher“ der Vinland-Karte.

## Ehrungen
Für seine wissenschaftlichen Leistungen erhielt Joseph Fischer zahlreiche Ehrungen im In- und Ausland: Er war korrespondierendes Mitglied der Österreichischen Akademie der Wissenschaften (1934), der Pontificia Accademia Romana di Archeologia, korrespondierendes Ehrenmitglied Royal Geographical Society, Fellow der American Geographical Society und Ehrendoktor (Dr. phil. h. c.) der Universität Innsbruck (1935). Die Gesellschaft für Erdkunde zu Berlin verlieh ihm 1933 die silberne Carl-Ritter-Medaille.

## Schriften (Auswahl)
- Der Linzer Tag vom Jahre 1605 in seiner Bedeutung für die österreichische Haus- und Reichsgeschichte. Feldkirch 1898 (Schulprogramm)
- Die Hauptvergleichung über die Erbschaft der Söhne Ferdinands II. von Tirol und der Philippine Welser vom 20. Mai 1578. Innsbruck 1898
- Die Entdeckungen der Normannen in Amerika. Unter besonderer Berücksichtigung der Kartographischen Darstellungen. Freiburg 1902 (Stimmen aus Maria-Laach Supplement 21)
  - Englische Übersetzung von Basil H. Soulsby:  The discoveries of the Norsemen in America: with special relation to their early cartographical representation. London 1903
- Die älteste Karte mit dem Namen Amerika aus dem Jahre 1507 und die Carta marina aus dem Jahre 1516 des M. Waldseemüller (Ilacomilus). Hrsg. mit Unterstützung der Kaiserlichen Akademie der Wissenschaften in Wien, von Prof. Jos. Fischer S.J., und Prof. Franz Ritter von Wieser. Innsbruck 1903 (Verl. der Wagner’schen Univ.-Buchhandlung). (55 S., 26 doppelseitige Blätter)
- mit Franz von Weiser: The Cosmographiae Introductio of Martin Waldseemüller in Facsimile. Followed by the four Voyages of Amerigo Vespucci, with their Translation into English, edited by Charles George Herbermann. New York 1907. Nachdruck Ann Arbor 1969
- Pre-Columbian Discovery of America. The Catholic Encyclopedia. Vol. 1. New York: Robert Appleton Company, 1907. 12. Juni 2010 , abgerufen am 29. Juli 2020
- Claudius Clavus. The Catholic Encyclopedia. Vol. 4. New York: Robert Appleton Company, 1908. 17. Juli 2020 , abgerufen am 29. Juli 2020
- Die östlichen Mittelmeer-Gebiete um 1500. Ein bedeutsames Fragment einer bisher unbekannten, modernisierten ptolemäischen Weltkarte. Mit 1 Karte. Petermanns Geographische Mitteilungen, 87. Jg. (1941), S. 12–15
- Rezension von Hermann, Albert: Die ältesten Karten von Deutschland bis Gerhard Mercator. Hrsg. im Auftrag der Deutschen Akademie 2ο, 22 Taf. in Faksimile m. Textheft von 24 S., 2 Abb. Leipzig 1940 (K. F. Koehler). Petermanns Geogr. Mitt. 87. Jg. (1941), S. 31
- Eine bisher unbekannte angeblich venezianische Weltkarte aus dem Jahre 1519. Mit zwei Kartenbeilagen. Petermanns Geogr. Mitt. 87. Jg. (1941), S. 449–451

### Herausgeberschaft
- Der „Deutsche Ptolemäus“ aus dem Ende des XV. Jahrhunderts in Faksimiledruck. Straßburg 1910
- Konstantin Cebrian: Geschichte der Kartographie. Ein Beitrag zur Entwicklung des Kartenbildes und Kartenwesens. Altertum: Von den ersten Versuchen der Länderabbildung bis auf Marinos und Ptolemaios. Gotha 1923
- Claudii Ptolemaei Geographiae Codex Urbinas Graecus 82 phototypice depictus consilio et opera curatorum Bibliothecae Vaticanae. Vier Bände, Leiden/Leipzig 1932